# 파스칼 리샤르 (자전거 경기 선수)
파스칼 리샤르(프랑스어: Pascal Richard, 1964년 3월 16일~)는 스위스의 은퇴한 프로 자전거 경기 선수이다. 1996년 하계 올림픽 개인 도로 부문 금메달을 획득했다.